# Afera Depala vas
Afera Depala vas (tudi afera Smolnikar) je bila politična afera v Sloveniji, ki je izbruhnila leta 1994. Povod za afero je bila aretacija tajnega policijskega sodelavca Milana Smolnikarja 20. marca 1994 v Depali vasi pri Domžalah. Smolnikarja so prijeli pripadniki specialne vojaške enote in varnostnega organa ministrstva za obrambo zaradi domnevnega izdajanja vojaških skrivnosti.

## Dogodki

### Ozadje
Smolnikar je bil registrirani tajni sodelavec policije, ki je za kriminaliste zbiral informacije o nezakoniti trgovini z orožjem v okviru Ministrstva za obrambo (MORS) in enote MORiS. Njegova zveza sta bila glavni kriminalistični inšpektor Jože Perko in kriminalistični inšpektor Drago Kos, poleg Smolnikarja pa so informacije o trgovini z orožjem posredovali drugi s prikrito identiteto (t. i. Taksisti).
Smolnikar je prek svojega "informatorja" Mitje Kunstlja, ki je delal po navodilih Varnostnega organa Ministrstva za obrambo (VOMO) in specialne brigade MORiS, pridobival dokumente o nezakoniti trgovini z orožjem v okviru MORS. Dokumenti, ki naj bi jih Smolnikar prejel na dan svoje aretacije, so bili kasneje objavljeni v Mladini in Nedeljskem dnevniku.
Do Smolnikarjeve aretacije je prišlo kmalu po mariborski orožarski aferi, zaradi katere so kriminalisti začeli podrobneje preiskovati nezakonito trgovino z orožjem v letih 1991–1993.

### Aretacija Smolnikarja
Povod za afero je bila aretacija tajnega policijskega sodelavca Milana Smolnikarja 20. marca 1994 v Depali vasi med Domžalami in Trzinom. Pri aretaciji sta sodelovala pripadnika 1. specialne brigade MORiS Darko Njavro in Robert Suhadolnik ter pripadnika VOMO Simon Krejan in Andrej Podbregar ter več zamaskiranih vojaških specialcev. Smolnikarja so med aretacijo telesno poškodovali. Po aretaciji so Smolnikarja odpeljali na sedež vojaške obveščevalne službe. Smolnikar je po aretaciji pristal v bolnišnici.
Dolgo načrtovana akcija ni bila uspešna, ker je na kraj dogodka nepričakovano prispela patrulja prometne policije.

#### Odziv obrambnega ministrstva
Dan po aretaciji je obrambno ministrstvo, ki ga je vodil Janez Janša, pojasnilo, da je bil Smolnikar, ki je bil bivši uslužbenec obrambnega ministrstva in bivši pripadnik brigade MORiS, osumljen storitve kaznivega dejanja izdaje vojaške tajnosti. Smolnikar naj bi zbiral zaupne informacije in naj bi imel v lasti zaupne dokumente MORS.

#### Interpretacije
Nekdanji direktor kriminalistične službe Klavora je poudaril, da vojaki niso mogli opravljati nalog odkrivanja kaznivih dejanj, saj so natančno vedeli, kdo je Smolnikar, vojaške dokumente pa so mu očitno podtaknili s pomočjo nezakonite uporabe agenta provokatorja, saj je z objavljenega posnetka inkriminirane ovojnice z domnevnimi vohunskimi materiali razvidno, da je bila položena na razbito steklo, kar je nakazovalo, da se je ovojnica znašla v vozilu šele po tistem, ko so bila stekla že razbita.

### Aktivnosti MORiS in odziv notranjega ministrstva
Zaradi nezakonitih nočnih vaj pod imenom Manever, ki jih je podpisal Tone Krkovič (desant na Ministrstvo za obrambo s 27. na 28. februar 1994 je bil izveden brez vednosti in brez koordinacije z nadrejenim poveljstvom, dežurnimi organi ministrstva ali dežurnimi organi pokrajin na območju delovanja), in predvidevanja, da se v Sloveniji pripravlja državni udar, je policija začela tajno spremljati delovanje MORS in specialne brigade MORiS. Za enoto MORiS pod Krkovičevim vodstvom je bilo znano, da je upoštevala samo usmeritve ministra Janše, čeprav bi morala po pravilih neposredno izpolnjevati ukaze neposredno nadrejenega vojaškega poveljstva.
Na večer, ko so Janeza Janšo razrešili s položaja obrambnega ministra, je Krkovič v Škrilj vpoklical okoli 100 rezervistov. Dejstvo, da je bila specialna brigada MORiS spomladi 1994 v popolni bojni pripravljenosti, je posredno potrdil tudi Janez Janša v intervjuju za Delo leta 1999: "In leta 1994, ko so me odstavljali, je bilo mnogo predlogov, naj na to odstavitev ne pristanemo. Jaz bi to lahko naredil. Pa nisem."

## Posledice

### Politična afera
Tedanji predsednik vlade Janez Drnovšek je zaradi Smolnikarjeve aretacije ustanovil državnozborsko komisijo, katere naloga je bilo preiskati ravnanje pripadnikov varnostnega organa obrambnega ministrstva. Komisijo je vodil pravnik France Bučar ter skupna komisija na obrambnem in notranjem ministrstvu. Komisija je 23. marca ocenila, da so ti z aretacijo prekoračili svoja pooblastila. Drnovšek je 24. marca posledično državnemu zboru predlagal razrešitev Janše s položaja obrambnega ministra zaradi vojaškega posega v civilno sfero. Janšo je državni zbor nato na izredni seji 29. marca razrešil z ministrskega položaja in za obrambnega ministra imenovala Jelka Kacina. Janša je bil prvi minister v zgodovini Republike Slovenije, ki ga je razrešil državni zbor. Janševa Socialdemokratska stranka Slovenije (predhodnica Slovenske demokratske stranke) je zaradi odstavitve Janše zapustila vladno koalicijo.
Janšev odziv
Janša je očitke na svoj račun zavrnil in zatrdil, da je komisija zgolj izgovor za njegovo zamenjavo, ki da je bila politično motivirana in načrtovana že dolgo časa. Po Janševih navedbah je bil v ozadju afere tedanji predsednik države Milan Kučan.
Janša je navedel, da zaradi sodelovanja s pripadniki notranjega ministrstva Smolnikar ni bil navaden civilist.
Protesti v podporo Janši
V podporo odstavljenemu obrambnemu ministru Janši se je Kongresnem trgu se je večkrat zbrala večtisočglava množica ljudi, ki so izražali podporo Janši.

### Preiskava in sodni postopki zoper vpletene

#### Spor o interpretaciji Zakona o obrambi in zaščiti
Z Janševim mnenjem, da bi vojska smela posredovati zoper civilne osebe, se je strinjalo ljubljansko tožilstvo pod vodstvom Tomaža Miklavčiča, čigar najvplivnejša namestnica je bila Barbara Brezigar. Ljubljansko tožilstvo je torej javno zagovarjalo tezo, da 80. člen Zakona o obrambi in zaščiti vojski daje pravico tudi do aretacije civilnih oseb. Boj za interpretacijo tega člena Zakona o obrambi in zaščiti, ali sme vojska aretirati tudi civilne osebe ali ne, se je nadaljeval 16 let, do odločitve Ustavnega sodišča junija 2009.
Policija je sicer dva dni po nasilni aretaciji v Depali vasi, 22. marca 1994, podala kazensko ovadbo zoper Darka Njavra, Simona Krejana, Roberta Suhadolnika, Milivoja Turkoviča, Marka Pojeta in več neidentificiranih pripadnikov obrambnega ministrstva zaradi utemeljenega suma storitve kaznivega dejanja protipravnega odvzema prostosti. Toda policijska ovadba je več kot dve leti nedotaknjena ležala v predalu tožilke Barbare Brezigar.
Šele 26. junija 1996 je Brezigarjeva sklenila, da odvzem prostosti ni bil protipraven, saj naj bi imeli varnostni organi obrambnega ministrstva pravico izvajati svoje ukrepe proti vsem, ne glede na to, ali so vojaške ali civilne osebe. Tožilka je o zavrženju ovadbe obvestila osumljence, česar ji ne bi bilo treba, ni pa obvestila policije, čeprav bi jo po zakonu morala.
Leta 1998 je vrhovni tožilec Franc Mazi na zahtevo generalnega državnega tožilca Antona Drobniča preveril delo skupine tožilcev za posebne zadeve, ki jo je vodila Barbara Brezigar. Strokovno je ocenil, da je bila njena odločitev napačna: "Tudi če se vzame, da so ovadeni izvajali pooblastila iz 80. člena Zakona o obrambi in zaščiti in devetega člena Odloka o varnostnem organu Ministrstva za obrambo in vojaški policiji, podatki kažejo, da so pri odvzemu prostosti Milanu Smolnikarju ovadeni Robert Suhadolnik, Bojan Hočevar in Boštjan Otoničar ravnali v nasprotju z navodilom o uporabi prisilnih sredstev. To dovoljuje uporabo fizične sile le v tolikšni meri, da se obvlada upiranje ali odvrne napad. Pri tem se ne sme ravnati surovo. Ko je šlo za civilno osebo, osumljeno kaznivega dejanja, je bila naloga osumljencev zgolj prijeti storilca in o tem takoj obvestiti preiskovalnega sodnika ali organ za notranje zadeve. Razbitje stekel avtomobila in povzročitev lahke telesne poškodbe Milanu Smolnikarju, ki v tedanjem položaju ni mogel pobegniti s kraja dogodka, sta presegala pooblastila osumljencev in sta bila tudi v nasprotju z navodilom o uporabi prisilnih sredstev."
Vrhovni državni tožilec Mazi je izrazil tudi mnenje, da bi bilo treba zoper Suhadolnika, Hočevarja in Otoničarja vložiti obtožni predlog zaradi kaznivega dejanja poškodovanja tuje stvari in kaznivega dejanja kršitve človekovega dostojanstva z zlorabo uradnega položaja.
Odločitev tožilke Brezigarjeve je za napačno ocenil tudi zunajrazpravni senat Okrožnega sodišča v Ljubljani. Smolnikar je namreč avgusta 1996 vložil zahtevo za sodno preiskavo zaradi kaznivega dejanja protipravnega odvzema prostosti. Z njo se preiskovalni sodnik sicer ni strinjal, vendar je oktobra 1998 sodno preiskavo uvedel tričlanski zunajrazpravni senat sodišča. Obramba se je na to odločitev pritožila na Višje sodišče, ki pa je februarja 1999 pritožbo zavrnilo.

#### Sodni epilog
Preiskava zoper vojaške specialce, ki so v Depali vasi surovo pretepli Smolnikarja, je s tem postala pravomočna, kazenski pregon pa je vnovič prevzelo ljubljansko tožilstvo. Primer je dobil v roke tožilec Gorazd Fišer, ki je zaradi počasnega in napačnega dela predhodnice zoper vojake lahko vložil le še obtožbo za kvalificirano obliko kaznivega dejanja protipravnega odvzema prostosti na grozovit način. Ker je ovadba dve leti ležala v predalu tožilke Brezigarjeve, še tri leta pa so pretekla do uvedbe sodne preiskave, je namreč pregon osnovne oblike kaznivega dejanja medtem zastaral.
To je obdolžence tudi rešilo obsodbe. Okrožno sodišče v Ljubljani je 20. junija 2003 četverico specialcev in pripadnikov VOMO, Darka Njavra, Simona Krejana, Roberta Suhadolnika in Andreja Podbregarja, zaradi pomanjkanaj dokazov oprostilo obtožb. Tožilstvu sicer ni uspelo dokazati, da je bil protipravni odvzem prostosti storjen na "grozovit način", vendar je sodišče v obrazložitvi zapisalo, da je do protipravnega odvzema prostosti vendarle prišlo.
Sodišče je hkrati sklenilo, da varnostni organi "nimajo pristojnosti v razmerju do civilnih oseb zunaj obrambnega sistema" – in razsodilo, da so v primeru morebitnega odkritja protiustavne dejavnosti o tem dolžni obvestiti policijo, ki lahko edina ukrepa zoper civiliste. 
Trditve pravnikov na obrambnem ministrstvu, tožilke Brezigarjeve in ministra Janše, da je imela vojska pravico ukrepati zoper civilne osebe, je s tem ovrglo tudi sodišče.
Njavro, Krejan, Suhadolnik in Podbregar so se pritožili na Višje sodišče v Ljubljani. Zahtevali so oprostitev, češ da storjeno dejanje po njihovi razlagi ni bilo protipravno in bi torej kot vojaki lahko zakonito aretirali civiliste. Višje sodišče je 22. marca 2004 razsodilo, da je pritožba neutemeljena. V obrazložitvi je napisalo: "Po presoji pritožbenega sodišča ima dejanje, opisano v izreku obtožnice, vse znake kaznivega dejanja protipravnega odvzema prostosti." Hkrati je pritrdilo četverici, da Okrožno sodišče ni imelo podlage za ugotavljanje obstoja drugih znakov kaznivega dejanja. Ker je bil ob izreku sodbe dovoljen le še kazenski pregon za kvalificirano obliko tega kaznivega dejanja, bi smelo sodišče prve stopnje – potem ko je pojasnilo oceno, da grozovitost dejanja ni dokazana – samo še ugotoviti, da pregon za osnosno kaznivo dejanje ni več dovoljen. Kljub temu pa bistvena kršitev kazenskega postopka ni bila podana, je sklenilo Višje sodišče.
Njavro in Krejan sta se pritožila na Vrhovno sodišče. V zahtevi za varstvo zakonistosti sta navedla, da bi morala biti oproščena, ker po njunem mnenju ni šlo za kaznivo dejanje.
Toda Vrhovno sodišče jima ni pritrdilo in 20. septembra 2006 je zahtevo za varstvo zakonitosti zavrnilo kot neutemeljeno: 
"Neutemeljeni sta zahtevi za varstvo zakonitosti, kolikor obtožena zatrjujeta, da iz opisa ne izhajajo zakonski znaki – to sta protipravnost in grozovit način tega kaznivega dejanja. Protipravnost ravnanja obdolžencev je v opisu dejanja izrecno opisana z navedbo, da so pri odvzemu prostosti oškodovancu ravnali v nasprotju z določili 80. in 81. člena Zakona o obrambi in zaščiti."
Sodniki Vrhovnega sodišča so na podlagi opisov iz obtožnice sklepali, da je bilo dejanje vendarle storjeno na grozovit način, in sicer zaradi zaustavitve in blokade oškodovančevega vozila, ker so bili nekateri, ki so obstopili zaustavljeno vozilo, maskirani, oboroženi z avtomatskim orožjem, ker so grozili, z orožjem razbijali po vozilu, mu razbili stekla, v vozilo nasilno vdrli, ker so bili v njem fizično nasilni, ker so oškodovanca nasilno izvlekli iz vozila in ga vklenili.
Njavro, Krejan, Suhadolnik in Podbregar so se nato obrnili še na Ustavno sodišče. Pritožniki so v ustavni pritožbi trdili, da so imeli kot vojaške osebe med dejanjem v Depali vasi enaka zakonska pooblastila kot policisti, in zahtevali, naj jih sodišče oprosti, ker njihovo dejanje ni bilo kaznivo, ne pa zaradi pomanjkanja dokazov. Če bi jim sodišče ugodilo, bi potrdilo tudi pravilnost odločitve tožilke Brezigharjeve in navedb obrambnega ministra Janše.
Toda ustavni sodniki v svojem sklepu 19. junija 2009 v sodbah Okrožnega, Višjega in Vrhovnega sodišča niso zaznali nobenih kršitev ustavnih pravic četverice, ki je brutalno aretirala Milana Smolnikarja.
Sodbe Okrožnega, Višjega, Vrhovnega in Ustavnega sodišča dokazujejo, da so pripadniki obrambnega ministrstva prekoračili pooblastila ter neupravičeno in nasilno posegli v civilno sfero.

## Interpretacije
Mitja Klavora
Mitja Klavora v knjigi Od Depale vasi do Patrie opozarja, da je bila teza o tem, da so vojaške uradne osebe neupravičeno aretirale in preteple civilno osebo, predvsem medijsko izrabljena, pravno gledano pa je ravnanje specialcev in drugih uradnikov Ministrstva za obrambo po vseh zakonskih določbah imelo vse znake kaznivih dejanj protipravnega odvzema prostosti, povzročitve lahko telesne poškodbe in poškodovanja tuje stvari.
"Čeprav je od dogodka v Depali vasi minilo že več kot 15 let, ostaja v zavesti nekaterih kot operacija, s katero so hotele nekakšne zarotniške strukture nasilno zrušiti ministra Janšo. To laž ponavljajo v nedogled, ker hočejo, da bi poslala resnica. Ob tem pa se ne vprašajo, kaj se je takrat v resnici dogajalo. Janša pravzaprav ni bil tako pomemben akter, da bi ga bilo treba rušiti. Sicer pa je celotno 'operacijo Depala vas' vodil sam, kar je za ministra zelo nenavadno," je pojasnil nekdanji vodja kriminalistov Mitja Klavora.
Jože Možina
Zgodovinar in novinar Televizije Slovenija Jože Možina je o Aferi Depala vas posnel dokumentarni film z imenom Urok Depale vasi, ki je izšel leta 2014. Po navedbah Možine so z namenom odstranitve Janše slovenski vojaški obveščevalci v Slovenijo pripeljali agenta jugoslovenske tajne vojaške službe Radenka Radonjiča, ki je zrežiral afero. Možina se ob tem sprašuje, ali je bil v ozadju afere zgolj Kučan, in pa v kolikšni meri so Kučana v obračun z Janšo spodbudile lažne informacije o vojaškem udaru in likvidacijah političnih nasprotnikov, ki da so jih ponarejali "nomenklaturi zvesti agenti".
Možina je prepričan, da Afera Depala vas predstavjlala prelomnico, ko je strukturam bivšega komunističnega političnega režima uspelo z afero in odstranitvijo Janše (ki da je poosebljal sile političnega preporoda slovenske pomladi) zaustaviti proces izgubljanja vzvodov vsesplošne družbene oblasti.
Ali Žerdin
Ali Žerdin je v Aferi razbral odsotnost političnega konsenza o obsegu vloge vojske v družbi.